# Itzehoe Kloster
Itzehoe Kloster (tysk: Kloster Itzehoe) er et kloster Itzehoe i Kreis Steinburg i Holsten i delstaten Slesvig-Holsten. Det var oprindeligt et nonnekloster under Cistercienserordenen. Nu er det en stiftelse for ugifte damer.

## Historie
Klosteret blev formentligt oprettet i 1230'erne nær floden Stör. I 1263 blev klosteret flyttet til Itzehoe.
Efter reformationen blev klosteret omdannet i 1541 og blev officielt et protestantisk damekloster. Klosterets beboere er konventualinder, dvs. ugifte damer eller enker, mest fra adelen.

## Ledelse
I spidsen af klosteret er der (normalt) en valgt abbedisse, der har en priorinde som stedfortræder. Den såkaldte Verbitter (klosterprovsten) repræsenterer klosterets juridiske og økonomiske interesser over for tredjemand.
Priorinder, abbedisser og klosterprovster kommer fra den holstenske adel.

### Abbedisser
| Abbedisser                                                           | Abbedisser    |
| Navn                                                                 | Embedsperiode |
| -------------------------------------------------------------------- | ------------- |
| Margaretha                                                           | 1282          |
| Margarete de Pogghewisch                                             | 1356, 1371    |
| Wybe (Wyburgis) Pogghewisch                                          | 1381, 1389    |
| Wybe Sehestedt                                                       | 1403, 1412    |
| Ide Reuntlo                                                          | 1421          |
| Margareta Wulff                                                      | 1429, 1441    |
| Drude Rixtorp                                                        | 1448, 1475    |
| Elisabeth Hesten                                                     | 1478, 1482    |
| Mettildis Poggewysch                                                 | 1487–1494     |
| Drude Walstorp                                                       | 1495–1526     |
| Katharina Rantzau (kat.)                                             | 1526–1547     |
| Katharina von Pogwisch (prot.)                                       | 1547–1590     |
| Katharina von Ahlefeldt                                              | 1591–1602     |
| Dorothea von Ahlefeldt                                               | 1606–1610     |
| Prinsesse Marie af Slesvig-Holsten                                   | 1611–1640     |
| Anna von Buchwald(t)                                                 | 1640–1656     |
| Emmerentia von Heesten                                               | 1656–1669     |
| Dorothea von Buchwald                                                | 1669–1683     |
| Prinsesse Dorothea Louise af Slesvig-Holsten-Sønderborg-Augustenborg | 1683–1721     |
| Margaretha Katharina von Ahlefeldt                                   | 1721–1727     |
| Metta Christina von Ahlefeldt                                        | 1727–1763     |
| Ottilie Elisabeth von Ahlefeldt                                      | 1763–1780     |
| Margaretha Hedwig von Ahlefeldt                                      | 1780–1790     |
| Johanna von der Wisch                                                | 1790–1803     |
| Sophia Magdalena von Qualen                                          | 1803–1810     |
| Prinsesse Juliane af Hessen-Kassel                                   | 1810–1860     |
| Prinsesse Louise af Slesvig-Holsten-Sønderborg-Glücksborg            | 1860–1894     |
| Prinsesse Marie af Slesvig-Holsten-Sønderborg-Glücksborg             | 1895–1941     |
| Charlotte von Rumohr                                                 | 1941–1978     |
| Henriette Gräfin zu Rantzau                                          | –2014         |
| Gudrun von Ahlefeld                                                  | 2015–         |
| Quelle: verschiedene; insbes. Irmisch                                |               |

## Klosterprovster (Klosterforstandere eller Verbitter)
Denne liste er ufuldstændig; hjælp gerne med at udfylde den.
- Cai Sehested
- Claus Reventlow (omkring 1756)
- Christian Ulrich von Brockdorff (fra 1777)
- Cai Rantzau (omkring 1790), patron
- Josias von Qualen (1809 – 1818), patron
- Christian Rantzau (fra 1829)
- Magnus Theodor Moltke (fra 1847)
- Ernst Christian Reventlow (i 1850’erne)
- Adolf von Blome (1852 – 1856)
- Wulf Henning Ernst Wilhelm von Rumohr (fra 1856)